# Tristan Garcia
Tristan Garcia (Toulouse, França, 5 de abril de 1981), é um filósofo e escritor francês. É professor de Filosofia na Universidade Picardia Julio Verne.

## Biografia
Doutorou-se em filosofia, tendo sido orientado pela filósofa Sandra Laugier, defendeu a tese: “Artes antigas, artes novas. As formas das novas representações, desde a invenção da fotografia até hoje”.
Em 2007, publicou uma obra intitulada "A imagem" (Editions Atlande). Em 2010 publicou uma versão revisada e resumida de sua tese, intitulada "Uma história artística do século XX". Em 2011 publicou um ensaio sobre Jeremy Bentham ("Nós, animais e humanos" - François Bourin Editeur).
Possui interesse especial por cinema e séries televisivas. Tentou entrar duas vezes em "La Fémis" (nome popular da Fundação Européia dos Ofícios da Imagem e do Som - Fondation Européenne pour les Métiers de L'Image et du Son).
Apreciador das formas narrativas clássicas, tando cinematográficas (entre seus diretores favoritos estão Clouzot, Franju, Otto Preminger - Bunny Lake Desapareceu é seu filme favorito), como literárias (Abade Prévost, F.S.Fitzgerald, T. Pynchan), declarou que a ficção científica o salvou do saber academicista, de Blanchot, do Nouveau Roman.

## Carreira

### Novelas
Seu primeiro romance, "La meilleure part des hommes", foi negado por cinco editoras, até que foi aceita pela Gallimard, em setembro de 2008. O livro retrata, através do destino de três personagens, a chegada da Aids ao mundo homossexual na década de 1980. O romance foi considerado um dos éxitos do ano literário de 2008 na França e teve uma boa acolhida por parte da crítica. Recebeu por unanimidade o prêmio de Flore de 2008.
Em 2010 apresentou seu segundo romance, "Memoires de la jungle", que dividiu a opinião da crítica especializada, diferentemente de seu primeiro romance.